# Coiote interrotto
Coiote interrotto è un album di musica demenziale da 12 tracce composto nell'anno 1997 da Federico Salvatore.

## Tracce
1. Il coiote interrotto – 4:10
2. Tira in porta – 3:31
3. Il matrimonio – 5:22
4. Il funerale – 4:23
5. Nun pozzo parlà – 4:03
6. Sul fondo del mare (il totano e la cozza) – 4:18
7. L'uccellino – 2:18
8. Lo spaventapasseri – 3:59
9. Se io fossi nato donna – 3:47
10. Primo spettatore – 4:06
11. Il viaggio – 4:37
12. Uè Totò – 4:22